# Alejandro Jadresic
Alejandro Daslav Jadresic Marinovic (6 de junio de 1956-5 de junio de 2019, Santiago) fue un ingeniero, economista y político chileno, que se desempeñó como ministro de Estado en la cartera de Energía durante el gobierno del presidente Eduardo Frei Ruiz-Tagle, desde 1994 hasta 1998.

## Biografía
Estudió en el Liceo A-8 Arturo Alessandri Palma de  Providencia, Santiago e ingresó a la Universidad de Chile tras haber obtenido un puntaje de 812 en la Prueba de Aptitud Académica, siendo uno de los mejores postulantes a nivel nacional. Egresó de ingeniería civil industrial en 1981 y posteriormente se doctoró en Harvard, Estados Unidos (1984).
De vuelta en su país, trabajó impartiendo clases, ligándose al movimiento que se declaraba contrario al general Augusto Pinochet. Pese a ello, siempre mantuvo su independencia política. Trabajó en Cieplan, Cepal, BID, PNUD y en el Gobierno de Patricio Aylwin ingresó al Ministerio de Economía, Fomento y Reconstrucción, donde se desempeñó como coordinador de políticas sectoriales.
Posteriormente fue el encargado de programas del Comando de Independientes por Eduardo Frei Ruiz-Tagle, previo a la elección presidencial de 1993. Frei, ya como presidente electo, lo nombró ministro presidente de la Comisión Nacional de Energía, cargo que ocupó entre 1994 y 1998.
También fue presidente de la Comisión Preventiva Central, entidad ligada a la defensa de la libre competencia. En julio de 2004, se incorporó al Panel Eléctrico, ente que debe dirimir los conflictos surgidos entre las empresas del sector. Renunció a esta entidad a mediados de 2007, pese a que su periodo duraba seis años.
Fue parte del directorio de varias empresas, y miembro de la comisión de Gobierno que estudió la factibilidad de desarrollar la energía nuclear en Chile.
Entre 2006 y 2018 fue decano de la Facultad de Ingeniería y Ciencias de la Universidad Adolfo Ibáñez. Durante el ejercicio de dicho cargo académico, fue elegido miembro del comité ejecutivo del Global Engineering Deans Council, red internacional de decanos de ingeniería.